# أحمد علي حسن
أحمد علي حسن شاعر وأديب كلاسيكي سوري من مواليد سنة 1916 في قرية الملاجة محافظة طرطوس على ساحل البحر الأبيض المتوسط، وقد توفي صباح يوم الإثنين 5 تموز لعام 2010.

## النشأة
ولد الشاعر أحمد علي حسن عام 1916 في قرية الملاجة.
تعلم القراءة والكتابة على يد والده وأخيه. ولم يكن باستطاعة أهله إرساله إلى المدرسة الرسمية في حمين، فأوكلت إليه مهمة الاهتمام برعي القطيع الصغير من ممتلكات العائلة.
أحس في داخله نزوعا قويا نحو اهتمامات أخرى، فهاجر عام 1934 إلى طرطوس ملتحقا بأخويه عبد الكريم وسلمان. وهناك لم يفلح في التجارة ولا في المدرسة الخاصة التي عمل على إنشائها مع أخيه عبد الكريم.
كتب أول مقال له وأرسله إلى مجلة مصرية اسمها هدى الإسلام فنشرته عام 1935.
التحق عام 1938 بالمعهد الشرعي الإسلامي بدمشق (كلية الشريعة حاليا)، ولم يكمل الدراسة بسبب ظروفه العائلية، فكان قد تزوج وأنجب.

## بدايات النشر
طبع عام 1938 ديوانه الشعري الأول باسم الزفرات. وكُتب تحت العنوان مجموعة قصائد أدبية اجتماعية. فكان بذلك من الرواد الذين كرسوا اسما مستقلا لديوان الشعر، ولمفهوم مجموعة شعرية بدل التسمية التي كانت سائدة آنذاك على غرار ديوان فلان أو مختارات أو منتخبات.
نشر بعدها عدة مجموعات شعرية، منها: نهر الشعاع، أنداء وظلال، قصائد مضيئة، على قبور الأحبة، صبابات، أوحت لي السمراء وغيرها.

## نشاطاته والوظائف التي شغلها
عمل عام 1939 رئيسا لتحرير جريدة صوت الحق التي كانت تصدر في اللاذقية.
استقر بدءا من عام 1948 في وظيفة بالعدلية استمر بها حتى تقاعده عام 1974. وانتقل في وظيفته بين صافيتا، بانياس وطرطوس. وخلال تلك الفترة برز نشاطه الأدبي والثقافي عموما وتكرس اسمه كواحد من الشعراء السوريين الكلاسيكيين الهامين والمعروفين في تلك الفترة، فشارك في مهرجانات الشعر الكبرى التي كانت تقام، كمهرجان أبي فراس الحمداني في حلب ومهرجان الشريف الرضي في اللاذقية
ساهم في تأسيس جمعية الزهراء الخيرية ومنتدى عكاظ الأدبي في بانياس. كما شارك في المؤتمر التأسيسي لاتحاد الكتاب العرب بدمشق. وساهم في عدة مؤتمرات. كما أرسله الاتحاد ضمن وفد أدبي ثقافي إلى جمهورية ألمانيا الديمقراطية أوائل سبعينيات القرن العشرين.

## سجالاته
دخل بزمن مبكر من عمره وحياته الثقافية والأدبية في سجالات حوارية على صفحات بعض المجلات الأدبية والفكرية مع سهيل إدريس ومع ألبير ضومط، ورد لاحقا في كتب مستقلة على مؤلفات كتاب أخرى كأبي موسى الحريري وعبد الحسين العسكري.
اهتم بالتاريخ والفكر وكان من أبحاثه وكتبه في هذا المجال: التصوف جدلية وانتماء، كما أرخ لقرية حمين، وكتب بحثا فيه قراءة تحليلية تاريخية ومقاربة أنتروبولوجية لحياة وأسفار الشاعر المتصوف «المكزون السنجاري» استدل من خلالهما حسب فرضيات بحثه، على مكان وجود قبر هذا الشاعر المختَلف على مكان وجوده في الأدبيات العامة.
إضافة إلى عدة كتب ضمت مقالات في النقد الأدبي منها: أضواء كاشفة، مواقف وعواطف.

## وفاته
توفي أحمد علي حسن صباح الإثنين 5 تموز لعام 2010 بعد أن عاش طوال حياته المديدة في زهد يتعبد طواعية في محراب الكلمة الواعية الهادفة من أجل إغناء المكتبة العربية بمؤلفات قيمة فكان له ما أراد في نهاية المطاف نتيجة إخلاصه لرسالة الأدب والفكر.[بحاجة لمصدر]، له دراسات معمقة عن التصوف الذوقي الذي يحظى باهتمام عربي واستشراقي.

## بعض مؤلفاته[2]
| المؤلف               | نوع المؤلَّف | سنة الإصدار | المكان   |
| -------------------- | ---------- | ----------- | -------- |
| الزفرات              | شعر        | 1939        | اللاذقية |
| نهر الشعاع           | شعر        | 1968        | دمشق     |
| أنداء وظلال          | شعر        | 1974        | دمشق     |
| قصائد مضيئة          | شعر        | 1979        | دمشق     |
| أضواء كاشفة          | شعر        | 1976        | بيروت    |
| أغان على طريق الحرية | شعر        | 1981        | دمشق     |
| التصوف جدلية وانتماء | دراسة      | 1990        | دمشق     |